# Величанский, Александр Леонидович
Александр Леонидович Величанский (8 августа 1940, Москва — 10 августа 1990, Москва) — русский поэт и переводчик. Автор слов песни «Под музыку Вивальди».

## Биография
Родился в Москве. Сын журналистов Леонида Величанского и Ларисы Тюриной. Несколько лет в раннем детстве Александр провёл в Греции и всю жизнь испытывал особую привязанность к этой стране.
Окончил школу в 1958 году, год работал на 2-м Государственном шарикоподшипниковом заводе, три с половиной года служил в армии, откуда вернулся на тот же завод. После чего учился на историческом факультете МГУ (1962—1965); перейдя на заочное отделение, работал ассистентом режиссёра на студии «Центрнаучфильм», затем сторожем и одновременно — внештатным переводчиком ТАСС. Стихи начал писать в 1960-х годах, с 1970-х переводил как художественную, так и научную литературу — с английского, новогреческого, грузинского; среди переведённых поэтов — Джон Донн, Джордж Херберт, Эмили Дикинсон, Константинос Кавафис, Галактион Табидзе, Нико Самадашвили.
Первая официальная публикация была в 1969 г. в № 12 журнала «Новый мир» — последнем номере, вышедшем под редакцией Александра Твардовского. Затем, до конца 1980-х — только самиздат. В 1989—90 годах Величанский выпустил за свой счёт несколько поэтических сборников в издательстве «Прометей».
Другой пласт творчества Александра Величанского составляют переводы стихотворений с греческого, грузинского и английского. Переводы греческих поэтов были для поэта творческой радостью и редким литературным заработком.
Стихи и переводы Александра Величанского высоко оценивались, в частности, Иосифом Бродским. Среди переводов Величанского обычно особо выделяют переводы Кавафиса. В 2000 г. вдова поэта издала переводы Величанского отдельной книгой — «Охота на эхо».
Умер 10 августа 1990 г. Похоронен рядом с родителями на кладбище деревни Покровка (городской округ Клин).
В часовне Свято-Филаретовского института, уже в течение многих лет, в день смерти Александра Величанского служат панихиду. На сайте института опубликованы духовные стихи А. Величанского.

## Книги А. Величанского
- Величанский А. Л. Времени невидимая твердь: стихотворения. — Современник, 1990. — С. 206.
- Величанский А. Л. Удел: избранные стихотворения 1966—1973. — М.: Прометей, 1989. — С. 112.
- Величанский  А. Л. Баста. Речитатив. 1973—1975. — М.: Прометей, 1989. — С. 64.
- Величанский  А. Л. Подземная нимфа 1976—1977. — М.: Прометей, 1990. — С. 48.
- Величанский А. Л. Помолвка (несостоявшийся роман) 1976—1977. Стихи. — М.: Прометей, 1990.
- Величанский А. Л. Бездонный челн. — М.: Прометей, 1990. — С. 128.
- Величанский А. Л. Кахетинские стихи 1985—1986. — М.: Прометей, 1991. — С. 192.
- Величанский А. Л. Вплоть. Стихи 1983—1990. — М.: Прометей, 1991. — С. 192.
- Величанский А. Л. Охота на эхо / Сост. Е. Д. Горжевская. — М.: Прогресс-Традиция, 2000. — С. 368.
- Величанский А. Л. Мгновения ока. Лирика. — М.: Прогресс-Традиция, 2005. — С. 264.
- Величанский А. Л. Пепел слов. — М.: Прогресс-Традиция, 2010. — С. 712 (т.1); 384 (т.2). — ISBN 978-5-89826-342-3, 978-5-89826-357-7.
- Величанский А. Л. Под музыку Вивальди. — М.: Эксмо, 2011. — С. 400.